# Refabricación

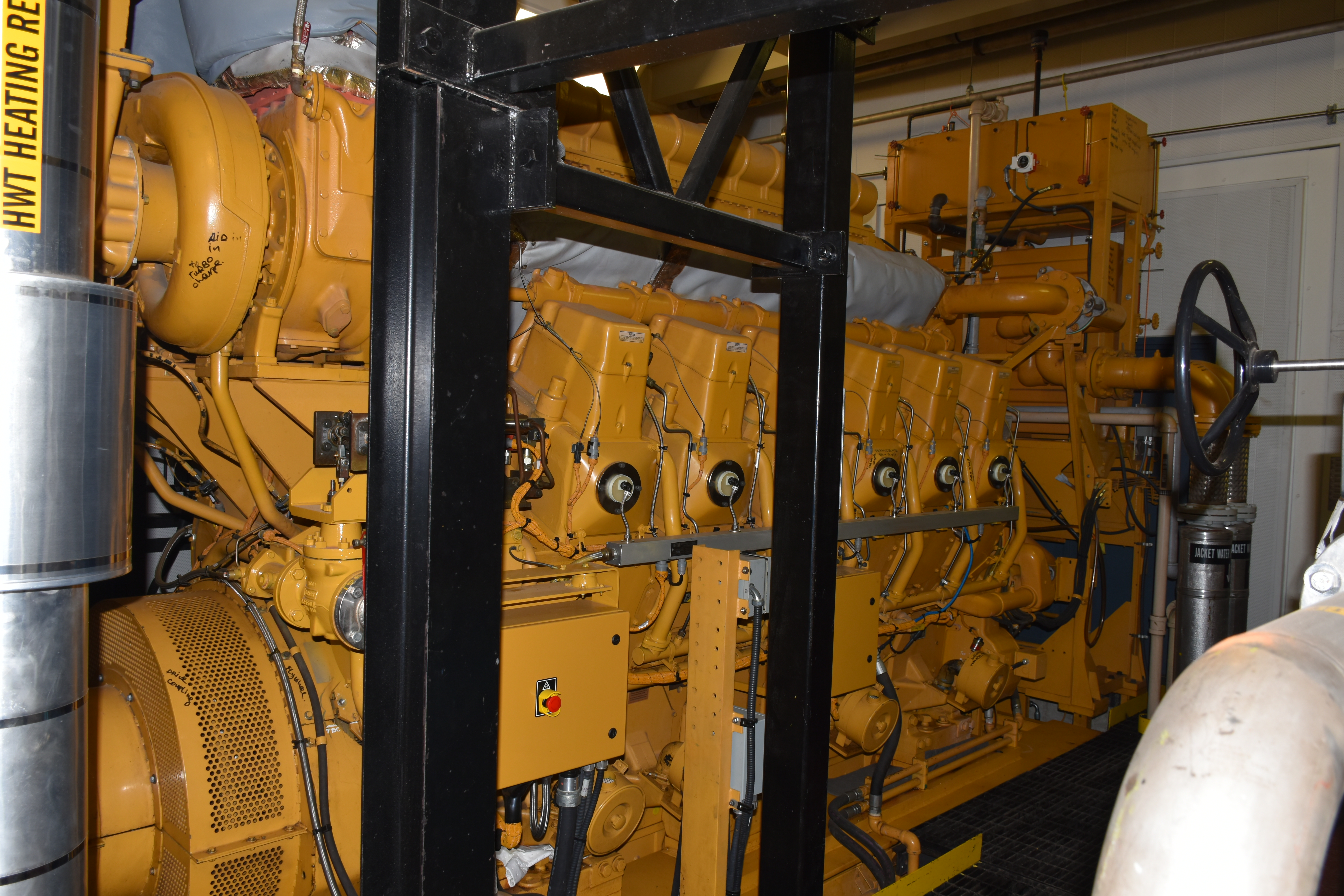
Motor diésel, un producto susceptible de refabricación

La refabricación es «la reconstrucción de un producto según las especificaciones originales utilizando una combinación de piezas reutilizadas, reparadas y nuevas».  Requiere la reparación o sustitución de componentes desgastados u obsoletos. Se reemplazan las piezas que se desgastan y que afectan al desempeño o a la vida esperada del producto. La refabricación es una forma de  recuperar productos que se diferencia de otros procesos de recuperación por su integridad: una máquina refabricada debe cumplir con las mismas expectativas del cliente que una máquina nueva. 
La refabricación es un concepto de la economía circular, dentro del espíritu de la Regla de las tres erres (reducir, reutilizar y reciclar). Otro concepto cercano es el reacondicionamiento (electrónica). No debe confundirse con la refacturación, que supone volver a facturar un producto o servicio, porque la factura inicial era incorrecta o ha cambiado alguna condición.
En 1995, la Agencia de Protección Ambiental de los Estados Unidos (EPA por sus siglas en inglés) puso en marcha el programa Guía de aprovisionamiento amplio(Comprehensive Procurement Guideline, CPG) para promover la reducción de desechos y el ahorro de recursos mediante el uso de materiales recuperados de desechos sólidos, y para garantizar que los materiales obtenidos en el reciclaje se utilizaran en la fabricación de nuevos productos. Se requiere a la EPA que designe productos fabricados con materiales recuperados o que pueden fabricarse con ellos, y recomendar prácticas para comprar estos productos. Una vez que se designa un producto, las agencias de adquisiciones estatales y federales deben comprarlo con el nivel de contenido de material recuperado más alto posible.
En 2004, la EPA publicó su tercera actualización de la CPG (CPG IV), que especificó 7 productos adicionales y revisó 3 designaciones de productos ya existentes. Una de las nuevas categorías añadidas fue piezas reconstruidas de vehículos.La EPA describe estas piezas como «piezas de vehículos que han sido refabricadas, reutilizando piezas en su forma original. Estas piezas se someten a un extenso proceso de refabricación y prueba, y deben cumplir con las mismas especificaciones de rendimiento que las piezas nuevas».
En el Reino Unido se ha identificado para la refabricación un potencial de mercado de hasta 5 600 millones de libras esterlinas, cuyos beneficios se consideran mejoras en los márgenes comerciales, los ingresos y la seguridad de suministro(porque se emplean materiales que ya están en el país, sin que sea necesario importarlos).

## Otras formas de recuperar productos
1. Reutilizaciónː implica que los artículos son utilizados por un segundo cliente sin operaciones de reparación previas o como se diseñaron originalmente. Es la segunda mano de toda la vida.
2. Reparación: el proceso de devolver los componentes dañados a una condición funcional, normalmente incorporando piezas de recambio nuevas y originales.
3. Reacondicionamientoː es el proceso de restaurar componentes a un estado funcional o satisfactorio según las especificaciones originales, utilizando métodos como repintado, restauración de las superficies, etc.
4. Reciclajeː se aprovecha el material del que está constituido el artículo (por ejemplo papel, plástico) y se procesa para producir el mismo material o material degradado útil.
5. Canibalización (piezas)ː para reparar un artículo se toman piezas de un artículo igual que se tiene almacenado con la finalidad de suministrar repuestos.

Existen muchas definiciones formales de refabricación en la literatura económica, pero el primer informe publicado sobre refabricación, por R. Lund (1984), la describe como «... un proceso industrial en el que los productos desgastados se dejan como nuevos. A través de una serie de procesos industriales en un entorno fabril, un producto desechado se desmonta por completo, las piezas utilizables se limpian, se repasan y se colocan en el inventario. Luego, el producto se vuelve a ensamblar a partir de las piezas viejas (y, cuando sea necesario, de alguna pieza nueva) para producir una unidad totalmente equivalente y a veces superior en rendimiento y vida útil a la original».
Adicionalmente, la Asociación de Refabricadores de Piezas de Automoción (APRA por sus siglas en inglés) se dio cuenta de que pueden surgir problemas de comunicación cuando personas de distintos países con conocimientos lingüísticos dispares hablan sobre refabricación. Ciertos términos pueden tener diferentes significados, ya que las definiciones varían entre países e individuos. En 2013, la APRA intentó resolver estos problemas publicando una lista de traducción Archivado el 28 de noviembre de 2017 en Wayback Machine. común en muchos idiomas diferentes para beneficio de todos aquellos que se ocupan de la industria automotriz.

## Gama de productos susceptibles de refabricación[8]
- Aeroespacial
- Piezas de automóviles
- Aparatos de aire acondicionado
- Baterías de níquel-hidruro de metal (NiMH) u óxido de litio (LIO)
- Equipo de horneado
- Piezas de moqueta
- Compresores
- Tecnologías de la información y la comunicación
- Armamento
- Motores y aparatos eléctricos
- Excavadoras
- Ropa y accesorios de moda
- Máquinas de juegos
- Cilindros hidráulicos
- Maquinaria de procesado de alimentos
- Máquinas herramienta
- Instrumental médico
- Instrumentos musicales
- Mobiliario de oficina
- Fotocopiadoras
- Cartuchos de tóner
- Bolas de rodamientos
- Bombas de impulsión
- Robots
- Material rodante (de ferrocarriles)
- Mesas de operaciones quirúrgicas
- Equipos de telecomunicaciones
- Máquinas de venta automática

## Tipos de refabricación
Se consideran 3 tipos principales de actividades de refabricaciónː
1. Refabricación singular sin pérdida de identidadː con este método se construye una máquina sobre la base una previa, recibiendo todas las mejoras, la vida útil esperada y la garantía de una máquina nueva. Se inspecciona la solidez de la estructura física (el chasis). Se reacondiciona todo el producto y se revisan, actualizan o reemplazan los módulos críticos. Se elimina cualquier defecto en el diseño original. Este es el caso de la refabricación personalizada de máquinas herramienta, aviones, unidades centrales (mainframes), grandes equipos médicos y otros activos de alto valor. Por su singularidad, este producto de recuperación se caracteriza como un proyecto.
2. Refabricación con pérdida de la identidad original del productoː el producto usado se desmonta, las piezas estropeadas se reparan y todas (también las funcionales) quedan en stock, listas para volver a ensamblarse en un producto refabricado. Este es el caso de la refabricación de componentes de automóviles, fotocopiadoras, cartuchos de tóner, muebles, cámaras fotográficas y ordenadores personales. Esta refabricación con pérdida de la identidad del producto original implica cuestiones de gestión de inventario y desarrollo de secuencias de desmontaje. Algunas de las cuestiones se relacionan con la similitud de piezas en productos de diferentes generaciones, la incertidumbre en el suministro de productos usados y su relación con la planificación de la producción. El Centro Nacional de Refabricación y Recuperación de Recursos (NCR3 por sus siglas en inglés) del Instituto de Tecnología de Rochester (Nueva York) está investigando procesos de refabricación, incluidos estándares de prueba para productos remanufacturados.
3. Refabricación repetitiva sin pérdida de identidadː el proceso de refabricación se diseña para llevarlo a cabo más de una vez sobre el mismo producto. Por ejemplo, en una primera refabricación se sustituyen determinadas piezas, mientras que en una segunda se reemplazan otras. Tras cada refabricación el producto mantiene la apariencia original y funciona como si fuera nuevo.[9]

Además de estos tipos, existe uno adicional, menos importante, la refabricación mediante recubrimiento de piezas desgastadas del motor. Este tipo de refabricación sirve para muchas piezas de motores y otros componentes grandes y costosos que se desgastan con el uso. Un ejemplo es el bloque del motor, en particular los huecos por donde se desplazan los cilindros, que deben resistir la combustión y la fricción. En lugar de desechar los bloques de motor gastados (debido a ello pueden mantener menos presión, lo que hace que el motor tenga menos potencia), la refabricación permite reutilizarlos, al recubrir las superficies gastadas con pulverización por arco de alambre transferido por plasma (PTWA por sus siglas en inglés). La refabricación mediante recubrimiento de piezas también es habitual en la aviación y en tuberías geotérmicas.

## Reconstrucción
En inglés se ha empleado rebuilding (literalmente reconstrucción) para referirse a la refabricación. Todavía es ampliamente utilizado en la industria automotriz. Por ejemplo, la Asociación de Refabricadores de Piezas Automotrices (APRA por sus siglas en inglés),tiene el nuevo término en su nombre, pero por si acaso en su sitio web utiliza el término combinado rebuild/remanufacture. En español, reconstrucción se usa para el proceso de recuperación de algo que ha sido destruido o gravemente dañado. Para las actividades de refabricación, otros términos que se han empleado son reparación, renovación, actualización y reacondicionamiento.
Algunas empresas ferroviarias anglosajonas  también utilizan a menudo el término rebuild. Pueden aplicarlo a una locomotora de vapor a la que se pone una caldera nueva, o una locomotora diésel a la que se adapta un nuevo motor. Esto ahorra dinero, al continuar usando el chasis y algunos otros componentes, que aún tienen años de vida útil, y permite la incorporación de tecnología mejorada. Por ejemplo, un nuevo motor diésel puede tener un menor consumo de combustible, menores emisiones y mayor fiabilidad. Como ejemplos recientes pueden citarse British Rail Class 57 y British Rail Class 43.

## Beneficios de la refabricación de motores
1. Menor coste: los motores diésel refabricados cuestan hasta un 50 % menos que los nuevos, sin incluir los costos de ingeniería asociados, y ofrecen ahorros aún mayores en comparación con la compra de un equipo nuevo. El mantenimiento de algunos motores nuevos Tier 4 (un estándar de 2004 de reducción de emisiones de la Agencia de Protección Ambiental de los Estados Unidos, EPA por sus siglas en inglés)[11] también puede resultar costoso. Además de ser más complejos de mantener, los costes adicionales por la limpieza posterior al tratamiento y por la solución de urea que reduce las emisiones de óxidos de nitrógeno (ver AdBlue) pueden acumularse rápidamente.[12]
2. Menos tiempo de inactividad: reemplazar los motores existentes por otros nuevos generalmente requiere un tiempo de ingeniería significativo que puede dejar los equipos de alquiler fuera de servicio durante meses. El proceso de integración y prueba también lleva mucho más tiempo con un motor Tier 4 nuevo que con motores refabricados.[12]
3. Mayor valor de reventa de equipos: actualmente hay 2 factores principales que dificultan la venta de equipos con motor Tier 4 a países menos regulados. El primero es el mantenimientoː la falta de programas de servicio establecidos para la nueva tecnología (impuesta para reducir las emisiones de los motores diésel) dificulta el soporte del producto. Esto, junto con los altos costes de los productos, hace que las empresas eviten los equipos con motor Tier 4. Además, muchos países menos regulados no tienen una alta disponibilidad de combustible diésel con contenido de azufre ultrabajo, que es necesario para que los motores Tier 4 funcionen eficazmente. Con otro combustible, el filtro de partículas diésel puede obstruirse rápidamente y provocar problemas operativos importantes.[12]
4. Opción más sostenible: la compra de motores refabricados mantiene los núcleos de motores viejos y muchos componentes utilizables fuera de los vertederos, lo que puede reducir en gran medida el impacto en el medio ambiente. Según Andy Machin de Perkins Pacific, aproximadamente el 73 % de los motores viejos pueden recuperarse con la refabricación, lo que evita que miles de toneladas de desechos acaben en los vertederos. La producción de nuevos motores requiere materiales completamente nuevos, cantidades sustanciales de energía para la fabricación y costes de transporte adicionales. Al utilizar componentes reciclados, refabricar un motor normalmente utiliza alrededor de un 80 % menos de energía que fabricarlo nuevo, lo que lo convierte en una opción mucho más ecológica. Para los propietarios de flotas de alquiler, la refabricación ofrece la oportunidad de ampliar sus prácticas de sostenibilidad y, al mismo tiempo, ahorrar dinero.[12]